# Decker
Decker ist ein deutschsprachiger Familienname.

## Namensträger

### A
- Adolf Decker (1866–1945), deutscher Gewerkschafter und Politiker (SPD), MdL Preußen
- Ägid Decker (1906–1962), österreichischer Benediktiner und Abt von Stift Seitenstetten
- Agnes Kiyomi Decker (* 1986), deutsche Film- und Theaterschauspielerin und Synchronsprecherin mit japanischer Abstammung
- Albert Decker (Maler) (1817–1871), österreichischer Maler, Lithograf und Schauspieler
- Albert Decker (Jurist) (1883–1967), deutscher Jurist und Heimatkundler
- Alexander Decker (Boxer) (1904–?), österreichischer Boxer
- Alexander Decker (Volleyballspieler) (* 1998), deutscher Volleyballspieler
- Alonzo G. Decker (1884–1956), US-amerikanischer Unternehmer, Erfinder und Theosoph
- André Decker (* 1976), deutscher Schauspieler
- Andreas Decker (Ruderer) (* 1952), deutscher Ruderer
- Andreas Decker (Jurist) (* 1960), deutscher Jurist und Richter am Bundesverwaltungsgericht
- Anika Decker (* 1975), deutsche Drehbuchautorin und Regisseurin
- Armand De Decker (1948–2019), belgischer Politiker
- August Decker (1806–1884), deutscher evangelisch-lutherischer Geistlicher und Autor
- August Heinrich Decker (1685–1752), deutscher Bergmann

### B
- Bernhard Decker (1944–2015), deutscher Kunsthistoriker und  Kunsthändler
- Bernt Karger-Decker (1912–2008), deutscher Medizinhistoriker und Buchautor
- Björn Decker (* 1976), deutscher Badmintonspieler
- Brad Decker (* 1975), US-amerikanischer Komponist, Musiker und Musikpädagoge
- Brianna Decker (* 1991), US-amerikanische Eishockeyspielerin
- Brooklyn Decker (* 1987), US-amerikanisches Model und Schauspielerin
- Bruno Decker (1871–1922), deutscher Dramaturg, Opernregisseur und Operettenlibrettist
- Bruno Franz Decker (1907–1961), deutscher Theologe und Priester

### C
- Christa Decker (* 1951), deutsche Rennrodlerin
- Christian Decker (Politiker) (1848–1914), deutscher Gutsbesitzer und Politiker (Zentrum), MdL Preußen
- Christian Decker (Wirtschaftswissenschaftler) (* 1966), deutscher Wirtschaftswissenschaftler und Hochschullehrer
- Christian Decker (Musiker) (* 1972), deutscher Bassgitarrist und Produzent
- Christian August Heinrich Decker (1806–1884), deutscher evangelisch-lutherischer Geistlicher und Autor, siehe August Decker
- Cornelis Gerritsz. Decker (1620–1678), niederländischer Maler

### D
- Daniel Decker (* 1982), deutscher Musiker, Autor und Blogger
- Davee Decker (1935–1976), US-amerikanische Schauspielerin und Model
- Dieter Decker (1946–2024), deutscher Politiker (CDU)
- Doris Decker (* 1963), deutsche Musikerin, Sängerin und Textdichterin
- Dorothea Decker (* 1926), deutsche Malerin

### E
- Elisabeth Decker (* 1931), deutsche Malerin und Grafikerin
- Elke Decker (* 1957), deutsche Leichtathletin
- Eric Decker (Politiker) (1896–1970), Mitglied der Legislative Assembly of Queensland
- Eric Decker (* 1987), US-amerikanischer American-Football-Spieler
- Ernst Decker (1902–1984), deutscher evangelischer Prediger und Schriftsteller
- Ezechiel de Decker (1603/1604–1642/1643), niederländischer Rechenmeister, Landvermesser und Herausgeber von Logarithmentafeln

### F
- Ferdinand Decker (1835–1884), deutscher Ingenieur
- Fernand Decker (bl. 1937), Architekt (Bahnhof Neuchâtel)
- Frank Decker (* 1964), deutscher Politologe
- Franz Decker (Pädagoge) (1935–2025), deutscher Pädagoge, Psychologe, Betriebswirtschaftler, Hochschullehrer und Autor
- Franz-Paul Decker (1923–2014), deutsch-kanadischer Dirigent
- Friedhelm Decker (* 1946), deutscher Landwirt und Agrarfunktionär
- Friedrich Decker (1906–1962), österreichischer Benediktinerabt, siehe Ägid Decker
- Friedrich Decker (Maler) (1921–2010), deutscher Maler und Zeichner
- Friedrich Decker (Politiker) (* 1947), deutscher Politiker (SPD), früherer Oberbürgermeister von Neunkirchen (Saar)
- Friedrich Karl Hermann Decker (1885–1951), parteiloser Obervorsteher (Bürgermeister) der Stadt Dargun (1921–1933)
- Friedrich Wilhelm Heinrich von Decker (1744–1828), deutscher Generalleutnant

### G
- Gabi Decker (* 1956), deutsche Kabarettistin
- Gabriel Decker (1821–1855), österreichischer Porträtmaler und Lithograph
- Georg Decker (Drucker) (1596–1661), deutscher Buchdrucker und Verleger
- Georg Decker (Maler) (1818–1894), österreichischer Maler und Lithograf
- Georg Jacob Decker (der Ältere; 1732–1799), deutscher Buchdrucker
- Georg Jacob Decker der Jüngere (1765–1819), deutscher Buchdrucker und Verleger
- George Decker (1902–1980), US-amerikanischer General
- Gerhard Decker (* 1948), deutscher Maler, Zeichner, Radierer und Holzschneider
- Gunnar Decker (* 1965), deutscher Schriftsteller und Redakteur

### H
- Hans Decker (Steinmetz) (15. Jahrhundert), deutscher Steinmetz
- Hans Decker (Sänger) (1903–1980), deutscher Tenor und Organist
- Hans-Helmut Decker-Voigt (* 1945), deutscher Wissenschaftler und Publizist
- Hansmartin Decker-Hauff (1917–1992), deutscher Historiker und Genealoge
- Hans W. Decker (* 1929), deutscher Jurist, Wirtschafts- und Finanzwissenschaftler (Chef von Siemens USA), Hochschullehrer in den USA
- Heinrich Decker (Politiker) (1867–1956), deutscher Landwirt und Politiker, MdPL Hessen-Nassau
- Heinrich Decker (Kunsthistoriker) (1899–??), österreichischer Kunsthistoriker
- Heinz Decker (Nematologe) (1928–2014), deutscher Nematologe und Hochschullehrer
- Heinz Decker (1950–2018), deutscher Biophysiker
- Hermann von Decker (1815–1872), preußischer Generalleutnant
- Hermann Decker (1869–1939), deutscher Chemiker und Hochschullehrer
- Hugo Decker (Politiker) (1899–1985), deutscher Ingenieur und Politiker (Bayernpartei, CSU)
- Hugo Decker (Fußballspieler), deutscher Fußballspieler, Zweiter der Deutschen Meisterschaft 1943

### J
- Jakob Decker (1773–1834), deutscher evangelischer Pastor, Schulrektor und Schriftsteller
- Jan Decker (* 1977), deutscher Schriftsteller
- Jennifer Decker (* 1982), französische Schauspielerin
- Jeremias de Decker (1609/1610–1666), niederländischer Dichter
- Joachim Decker (um 1565–1611), deutscher Komponist und Organist
- Johann Decker (Politiker) (1822–1873), deutscher Politiker (Zentrum), MdR
- Johann Decker-Schenk (1826–1899), österreichischer Gitarrist, Sänger und Komponist
- Johann Jakob Decker (1635–1697), Schweizer Drucker
- Johann Stephan Decker (1783–1844), Maler und Lithograf
- Johanna Decker (1918–1977), deutsche Missionsärztin
- John Decker (Geburtsname: Leopold von der Decken; 1895–1947), Maler, Bühnenbildner und Karikaturist
- Josef Decker (?–1983), deutscher Kommunalpolitiker
- Josef Decker (Logistiker) (1962–2018), deutscher Ingenieur, Logistiker und Hochschullehrer
- Joseph Decker (1853–1924), US-amerikanischer Maler deutscher Herkunft
- Josephine Decker (* 1981), US-amerikanische Schauspielerin, Film- und Fernsehregisseurin, Drehbuchautorin und Filmeditorin
- Julius Decker (1926–2013), deutscher Politiker (CDU) und Landtagsabgeordneter in Rheinland-Pfalz
- Jürgen Decker (* 1946), deutscher Fußballspieler

### K
- Käte Decker (1888–1965), deutsche Schriftstellerin
- Katrin Decker (* 1963), deutsche Synchronsprecherin
- Karl von Decker (1784–1844), deutscher General und Schriftsteller
- Karl Decker (Offizier) (1897–1945), deutscher General der Panzertruppe
- Karl Decker (Maler, 1906) (1906–2003), österreichisch-tschechischer (sudetendeutscher) Maler
- Karl Decker (Journalist), US-amerikanischer Journalist
- Karl Decker (Fußballspieler) (1921–2005), österreichischer Fußballspieler und -trainer
- Karl Decker (Biochemiker) (1925–2024), deutscher Biochemiker und Hochschullehrer
- Karl Decker (Maler, 1930) (1930–1979), deutscher Maler und Grafiker
- Karl Viktor Decker (1934–2019), deutscher Prähistoriker
- Kerstin Decker (* 1962), deutsche Journalistin und Schriftstellerin
- Klaus Decker (* 1952), deutscher Fußballspieler
- Konstantin Decker (1810–1878), deutscher Pianist, Komponist und Musikpädagoge

### L
- Louis Wilhelm Decker (1846–1915), deutscher Fabrikant und Stadtrat
- Ludwig Decker (1913–1932), deutscher SA-Mann und sog. Blutzeuge im Sinne der NS-Propaganda
- Lukas Decker (* 1988), deutscher Schauspieler

### M
- Markus Decker (* 1964), deutscher Journalist
- Martin Decker (1925–2013), deutscher Architekt
- Mary Decker (* 1958), US-amerikanische Leichtathletin
- Michael Decker (* 1965), deutscher Physiker und Technikfolgenabschätzer
- Michael J. Decker, amerikanischer Byzantinist
- Mike De Decker (* 1995), belgischer Dartspieler

### N
- Nicolás Marty Decker (* 2005), chilenisch-deutscher Basketballspieler

### O
- Oliver Decker (* 1968), deutscher Psychologe
- Otto Decker (Lehrer) (1890–?), deutscher Lehrer und Schulbuchautor
- Otto Decker (Unternehmer) (1890–1952), deutscher Unternehmer und Wohltäter

### P
- Pascal Decker (* 1970), deutscher Jurist und Hochschullehrer
- Paul Decker (der Ältere; 1677–1713), deutscher Baumeister und Kupferstecher
- Paul Decker (Maler) (der Jüngere; 1685–1742), deutscher Maler und Zeichner
- Paul Decker (Botaniker) (1867–1947), deutscher Lehrer, Botaniker und Prähistoriker
- Perl D. Decker (1875–1934), US-amerikanischer Politiker
- Peter Decker (Chemiker) (1916–1983), deutscher Chemiker und Hochschullehrer
- Peter Decker (Jazzmusiker) (1957–2003), deutscher Jazzmusiker
- Peter Decker (Leichtathlet), deutscher Leichtathlet
- Peter Decker (Publizist), deutscher Publizist und marxistischer Theoretiker

- Petra Schmidt-Decker (* 1943), deutsche Schriftstellerin, Regisseurin und Produzentin
- Pierre Decker (1892–1967), Schweizer Chirurg, Hochschullehrer und Kunstsammler
- Pieter de Decker (1812–1891), belgischer Staatsmann

### R
- Rainer Decker (* 1949), deutscher Historiker
- Robert Decker (1927–2005), US-amerikanischer Geologe und Vulkanologe
- Rudi Decker (* 1955), deutscher Schauspieler
- Rudi Decker (Fußballspieler) (* 1967), deutscher Fußballspieler
- Rudolf Decker (1934–2024), deutscher Politiker (CDU)
- Rudolf Ludwig Decker (1804–1877), Buchdrucker und Verleger in Preußen

### S
- Sara Decker (* 1985), deutsche Jazzsängerin
- Simone Decker (* 1968), luxemburgische Künstlerin und Professorin an der Akademie der Bildenden Künste Nürnberg
- Sven Decker (* 1979), deutscher Jazzmusiker

### T
- Tate Decker (* 1977), US-amerikanischer Basketballspieler
- Taylor Decker (* 1993), US-amerikanischer American-Football-Spieler
- Theodor Decker (Architekt) (1838–1899), finnischer Architekt
- Theodor Decker (Widerstandskämpfer) (1901–1940), deutscher Gewerkschafter und Widerstandskämpfer
- Thomas Decker (um 1572–1632), englischer Dramatiker, siehe Thomas Dekker (Dramatiker)
- Thomas Decker (Verbandsfunktionär), deutscher Arbeitnehmerfunktionär
- Tijl De Decker (2001–2023), belgischer Radrennfahrer
- Timothy Decker (* 1973), australischer Radrennfahrer
- Todd Decker (* 1968), US-amerikanischer Musikwissenschaftler

### U
- Uwe Decker (* 1961), deutscher Fußballspieler

### W
- Werner Decker (* 1963), deutscher Manager
- Wilfried de Decker (1935–2010), deutscher Ophthalmologe (Strabologe) und Hochschullehrer
- Wilhelm Decker (Lehrer) (1859–??), deutscher Lehrer und Autor
- Wilhelm Decker (Musiker) (1860–1938), Schweizer Musiker und Musikdirektor
- Wilhelm Decker (Politiker) (1899–1945), deutscher Publizist und Politiker (NSDAP)
- Wilhelm Haas-Decker (1766–1838), Schweizer Unternehmer, Erfinder und Politiker
- Willy Decker (* 1950), deutscher Opernregisseur
- Willy Decker (Politiker) (1873–nach 1919), deutscher Drechsler und Politiker (SPD)
- Wolfgang Decker (Politiker, 1936) (* 1936), deutscher Politiker (SPD), Mitglied der Stadtverordnetenversammlung Ost-Berlin
- Wolfgang Decker (Sporthistoriker) (1941–2020), deutscher Sporthistoriker und Ägyptologe
- Wolfgang Decker (Politiker, 1955) (* 1955), deutscher Politiker (SPD), MdL Hessen
- Wolfgang Decker (Schauspieler) (* 1971), deutscher Schauspieler

### Fiktive Personen
- Phil Decker, fiktiver Partner der Hauptfigur in den Jerry-Cotton-Romanen